# Alexandrine Rappel
Pour les articles homonymes, voir Rappel.
 (octobre 2014).
Si vous disposez d'ouvrages ou d'articles de référence ou si vous connaissez des sites web de qualité traitant du thème abordé ici, merci de compléter l'article en donnant les références utiles à sa vérifiabilité et en les liant à la section « Notes et références ».
Alexandrine Rappel est une écrivaine francophone, dramaturge, enseignante et artiste plasticienne d'Argentine, d'origine française, née à Paris. Elle meurt, victime d'un arrêt cardiaque chez elle à Marbella, le 12 novembre 2008.

## Biographie
Elle a vécu en Argentine depuis son enfance, pays où elle enseigna la langue et la culture française. Elle décrocha son titre de professeure de français à la Bibliothèque nationale d'Espagne, en octobre 1963. Elle fut fondatrice de la filiale de l'Alliance française de Lomas de Zamora, province de Buenos Aires, qui fonctionna au siège de la Société populaire d'éducation Antoine Mentruyt. Elle fut directrice de la filiale.
Sa vocation littéraire la poussa à écrire des pièces de théâtre. Elle écrivit indistinctement en espagnol et en français. Dans ses pièces, en plus d’analyser des situations et des conflits humains, elle recréa l'histoire de la France à travers ses personnages. Sous sa direction, ses étudiants de l’Alliance française de Lomas de Zamora formèrent un groupe de théâtre pour mettre en scène ses pièces ainsi que d’autres œuvres dramatiques d’auteurs français. En tant qu'artiste plasticienne, elle se fit connaître sous le pseudonyme de Simone Giacometti. Son œuvre picturale fut d’une grande originalité aussi bien dans le thème comme dans la technique. Elle fut autodidacte en peinture et en dramaturgie.

## Œuvres publiées
- Feu, pièce de théâtre.
- Madame d'Etiolles, pièce de théâtre.
- Adélaïd, pièce de théâtre en français, Buenos Aires, Ediciones Botella al Mar, Col. El Apuntador, 1992. Édition bilingue, traduite à l'espagnol par Simonne Richard de Schmalenberger.
- Paris.